# Johann Ludwig Anton Rust
Johann Ludwig Anton Rust (* 21. Dezember 1721 in Reinstedt; † Oktober 1785 in Bernburg) war ein deutscher Jurist. Rust war fürstlich Anhalt-Bernburger Archivar und Bibliothekar. Er schrieb auch unter dem Pseudonym Busso Ludolf Ratzeberger.

## Leben
Rust war der Sohn des fürstlicher Anhalt-Dessauer Kammerrats und Amtmanns Konrad Heinrich Rust († 3. Januar 1751 in Wörlitz). Seine Mutter Katharina Juliane († 11. Juli 1774) war die Tochter von Heinrich Berthold Wagner, Oberamtmann zu Reinstedt. Er wurde zunächst von Hauslehrern unterrichtet und besuchte ab 1737 das Gesamtgymnasium in Zerbst. Ab Oktober 1740 studierte er an der Universität Wittenberg Rechtswissenschaften, hörte aber auch Vorlesungen über Geschichte und Philosophie. Von 1744 bis 1745 studierte er an der Universität Leipzig. In Leipzig wurde er von Johann Sebastian Bach, der seine gute musikalische Bildung und Begabung erkannte, zu Aufführungen als Violinist herangezogen.
Im August 1751 wurde er in Dessau als ordentlicher Regierungsadvokat eingestellt. Als im gleichen Jahr sein Vater starb, übernahm er die weitere Ausbildung und Erziehung seiner drei jüngeren Brüder, besonders des jüngsten, Friedrich Wilhelm Rust. 1752 wurde er Gerichtshalter in Gröbzig und im Oktober 1755 berief ihn Fürst Viktor Friedrich von Anhalt-Bernburg als Kanzleimitarbeiter bei der Regierung und dem Konsistorium in Bernburg. Im März 1757 wurde Rust zum Registrator in beiden Kollegien ernannt. Schon kurze Zeit später wurde ihm die Verwaltung der Senioratsakten anvertraut, bis am 18. Mai 1765 das fürstlich anhaltische Seniorat an die Linie Anhalt-Köthen fiel und er seine Arbeit beenden musste.
1760 gehörte Rust zu den Mitbegründern der Deutschen Gesellschaft in Anhalt. Er übernahm die Stelle des Ältesten sowie des Urkundenhalters und Sekretärs der Gesellschaft. Fürst Friedrich Albrecht von Anhalt-Bernburg übertrug ihm 1768 die Verwaltung des fürstlich Anhalt-Bernburger Archives und der fürstlichen Bibliothek in Bernburg. Dort arbeitete er bis zu seinem Tod. 1769 wurde Rust Ehrenmitglied in der Lateinischen Gesellschaft in Altdorf und 1774 in der kurbayerischen Gesellschaft der sittlichen und landwirtschaftlichen Wissenschaften in Burghausen.
Johann Ludwig Anton Rust hinterließ ein umfangreiches Schrifttum. Seine Werke sind vor allem sprachliche Untersuchungen, umfassen aber auch geschichtliche und juristische Studien. Er war außerdem Herausgeber und Mitautor der Schriftenreihe Anhaltische Kritische Bibliothek. Ein Teil seinen schriftlichen Nachlasses befindet sich in der Sächsischen Landesbibliothek / Staats- und Universitätsbibliothek Dresden.

## Veröffentlichungen (Auswahl)
- Kritische Nachricht von einer sonderbaren Ausgabe des seltenen Buches: Der unartig deutsche Sprachverderber von 1650. Bernburg 1762.
- Kritische Nachricht von einem alten Manuscripte in Niederdeutscher Sprache so sich in einem Latein geschriebenen katholischen Meß- und Gebätbuche befindet. Bernburg 1765.
- Abhandlung von der Schädlichkeit der Verläugnung der vaterländischen Gesinnung oder des Patriotismus im Reiche der Gelehrsamkeit. Wittenberg / Zerbst 1767.
- Abhandlung von den Ursachen der Verschiedenheit, Ungewissheit und der Mängel in der deutschen Rechtschreibung. Wittenberg 1773. (Digitalisat.)
- Antiquitäten. 2 Teile, Nürnberg 1774 bis 1775 (Digitalisat. Teil 1); (Digitalisat. Teil 2)
- Historisch-Literarische Nachrichten von den jetzt lebenden Anhaltischen Schriftstellern. Wittenberg / Zerbst 1776 bis 1777. (Digitalisat.)
- Unnütze gelehrte Beschäftigungen. Ein Paragraph aus den Antiquitäten. Augsburg 1788.